# 阿部洋
阿部 洋（あべ ひろし、1931年6月19日 - ）は、教育学者、国立教育研究所名誉所員、福岡県立大学名誉教授。

## 略歴
北九州市出身。1954年九州大学教育学部卒、1959年同大学院教育史専攻博士課程満期退学、九大助手、福岡工業大学助教授、国立教育研究所に入り、アジア教育研究室長、名誉所員。福岡県立大学教授、2000年退官、名誉教授。南京師範大学名誉教授。1992年、「清末中国における近代学校制度の成立過程に関する研究」で九州大学より教育学博士を授与された。

## 著書
- 『中国の近代教育と明治日本』福村出版 異文化接触と日本の教育 1990
- 『中国近代学校史研究 清末における近代学校制度の成立過程』福村出版 1993
- 『「対支文化事業」の研究 戦前期日中教育文化交流の展開と挫折』汲古書院 2004

### 共編著
- 『世界教育史大系 5 朝鮮教育史』共著 講談社 1975
- 『現代に生きる教育思想 第8巻 アジア』編集 ぎょうせい 1982
- 『日中関係と文化摩擦』編 厳南堂書店 叢書・アジアにおける文化摩擦 1982
- 『世界の幼児教育 1 アジア』編集 日本らいぶらり 1983
- 『日中教育文化交流と摩擦 戦前日本の在華教育事業』編 第一書房 1983
- 『米中教育交流の軌跡 国際文化協力の歴史的教訓』編 霞山会 1985
- 『日本植民地教育政策史料集成 朝鮮篇』全69巻　渡辺学共編 竜渓書舎 1987-91
- 『ニッポン・コリア読本 教科書に書かれなかった歴史の真実と日韓・日朝関係発展の課題』林建彦共編 教育開発研究所 国際理解シリーズ 教育研修総合特集 1991
- 『韓国の戦後教育改革』編著 龍溪書舎 2004
- 『「改革・開放」下中国教育の動態 江蘇省の場合を中心に』編著 東信堂 2005
- 『中国近現代教育文献資料集』全13巻 監修 佐藤尚子,蔭山雅博,一見真理子,橋本学編 日本図書センター 2005-06
- 『日本植民地教育政策史料集成 台湾篇』全106巻　龍溪書舎 2007-13

翻訳
- 舒新城『中国教育近代化論』明治図書出版 世界教育学選集 1972

## 注
1. ↑  『現代日本人名録』